# Imprudence (Maupassant)
Pour les articles homonymes, voir Imprudence.
Imprudence est une nouvelle de Guy de Maupassant, parue en 1885.

## Historique
Signée Maufrigneuse, Imprudence est une nouvelle écrite par Guy de Maupassant et publiée initialement dans le quotidien Gil Blas du 15 septembre 1885, avant d'être reprise dans le recueil Monsieur Parent.

## Résumé
Commençant à se lasser l'un de l'autre après leur mariage, Henriette demande à Paul de l'emmener dans un cabaret où se donnent des rendez-vous galants...

## Éditions
- Gil Blas, 1885
- Monsieur Parent recueil  paru en 1885 chez l'éditeur Paul Ollendorff.
- Maupassant, Contes et Nouvelles, tome II, texte établi et annoté par Louis Forestier, éditions Gallimard, Bibliothèque de la Pléiade, 1979.